# Việt Nam tại Đại hội Thể thao Đông Nam Á 2017
Việt Nam tham dự Đại hội Thể thao Đông Nam Á 2017 tại Malaysia từ ngày 19 đến ngày 30 tháng 8 năm 2017.

## Huy chương

### Theo môn thể thao
| Huy chương theo môn thể thao | Huy chương theo môn thể thao | Huy chương theo môn thể thao | Huy chương theo môn thể thao | Huy chương theo môn thể thao |
| Môn thể thao                 | 1                            | 2                            | 3                            | Tổng số                      |
| ---------------------------- | ---------------------------- | ---------------------------- | ---------------------------- | ---------------------------- |
| Bóng đá                      | 1                            | 0                            | 0                            | 1                            |
| Bóng đá trong nhà            | 0                            | 1                            | 1                            | 2                            |
| Bắn cung                     | 1                            | 2                            | 2                            | 5                            |
| Điền kinh                    | 17                           | 11                           | 6                            | 34                           |
| Cử tạ                        | 2                            | 1                            | 2                            | 5                            |
| Wushu                        | 3                            | 4                            | 3                            | 10                           |
| Bóng bàn                     | 1                            | 0                            | 2                            | 3                            |
| Thể dục dụng cụ              | 5                            | 4                            | 0                            | 9                            |
| Xe đạp                       | 2                            | 0                            | 2                            | 4                            |
| Đấu kiếm                     | 3                            | 0                            | 3                            | 6                            |
| Karate                       | 5                            | 3                            | 6                            | 14                           |
| Judo                         | 1                            | 1                            | 2                            | 4                            |
| Taekwondo                    | 2                            | 4                            | 3                            | 9                            |
| Pencak silat                 | 3                            | 7                            | 2                            | 12                           |
| Bơi lội                      | 10                           | 7                            | 6                            | 23                           |
| Quyền Anh                    | 0                            | 0                            | 1                            | 1                            |
| Billard và snooker           | 0                            | 1                            | 2                            | 3                            |
| Bắn súng                     | 1                            | 3                            | 0                            | 4                            |
| Bi sắt                       | 1                            | 0                            | 4                            | 5                            |
| Quần vợt                     | 0                            | 0                            | 2                            | 2                            |
| Cầu mây                      | 0                            | 1                            | 1                            | 2                            |
| Cầu lông                     | 0                            | 0                            | 2                            | 2                            |
| Bóng chuyền                  | 0                            | 0                            | 2                            | 2                            |
| Nhảy cầu                     | 0                            | 0                            | 2                            | 2                            |
| Muay Thái                    | 0                            | 0                            | 4                            | 4                            |
| Tổng số                      | 58                           | 50                           | 60                           | 168                          |

### Theo ngày
| Huy chương theo ngày | Huy chương theo ngày | Huy chương theo ngày | Huy chương theo ngày | Huy chương theo ngày | Huy chương theo ngày |
| Thứ                  | Ngày                 | 1                    | 2                    | 3                    | Tổng số              |
| -------------------- | -------------------- | -------------------- | -------------------- | -------------------- | -------------------- |
| –3                   | 16 tháng 8           | 0                    | 1                    | 0                    | 1                    |
| –2                   | 17 tháng 8           | 0                    | 1                    | 0                    | 1                    |
| –1                   | 18 tháng 8           | 0                    | 0                    | 1                    | 1                    |
| 0                    | 19 tháng 8           | 0                    | 1                    | 0                    | 1                    |
| 1                    | 20 tháng 8           | 4                    | 0                    | 3                    | 7                    |
| 2                    | 21 tháng 8           | 4                    | 2                    | 4                    | 10                   |
| 3                    | 22 tháng 8           | 8                    | 6                    | 11                   | 25                   |
| 4                    | 23 tháng 8           | 12                   | 8                    | 4                    | 24                   |
| 5                    | 24 tháng 8           | 10                   | 6                    | 9                    | 25                   |
| 6                    | 25 tháng 8           | 6                    | 4                    | 2                    | 12                   |
| 7                    | 26 tháng 8           | 7                    | 5                    | 8                    | 20                   |
| 8                    | 27 tháng 8           | 2                    | 4                    | 7                    | 13                   |
| 9                    | 28 tháng 8           | 2                    | 3                    | 7                    | 12                   |
| 10                   | 29 tháng 8           | 3                    | 9                    | 3                    | 15                   |
| 11                   | 30 tháng 8           | 0                    | 0                    | 1                    | 1                    |
| Tổng số              | Tổng số              | 58                   | 50                   | 60                   | 168                  |

### Huy chương
| Huy chương | Vận động viên | Môn thể thao         | Nội dung                             | Ngày                |
| ---------- | --- | -------------------- | ------------------------------------ | ------------------- |
| Vàng       | Dương Thúy Vi | Wushu                | Kiếm thuật nữ                        | 20 tháng 8 năm 2017 |
| Vàng       | Hoàng Thị Phương Giang | Wushu                | Côn thuật nữ                         | 20 tháng 8 năm 2017 |
| Vàng       | Chu Đức Anh | Bắn cung             | Cung 1 dây nam                       | 20 tháng 8 năm 2017 |
| Vàng       | Đặng Nam Đinh Phương Thành Đỗ Vũ Hưng Lê Thanh Tùng Phạm Phước Hưng Trần Đình Vương | Thể dục dụng cụ      | Đồng đội nam                         | 20 tháng 8 năm 2017 |
| Vàng       | Dương Thúy Vi | Wushu                | Thương thuật nữ                      | 21 tháng 8 năm 2017 |
| Vàng       | Nguyễn Thị Thật | Đua xe đạp           | Đua vòng tròn nữ                     | 21 tháng 8 năm 2017 |
| Vàng       | Vũ Thành An | Đấu kiếm             | Kiếm chém nam                        | 21 tháng 8 năm 2017 |
| Vàng       | Nguyễn Thị Ánh Viên | Bơi lội              | 100m ngửa nữ                         | 21 tháng 8 năm 2017 |
| Vàng       | Đặng Nam | Thể dục dụng cụ      | Xà kép nam                           | 22 tháng 8 năm 2017 |
| Vàng       | Nguyễn Thị Như Hoa | Đấu kiếm             | Kiếm 3 cạnh nữ                       | 22 tháng 8 năm 2017 |
| Vàng       | Nguyễn Thị Hồng Anh | Karate               | Kumite -68 kg nữ                     | 22 tháng 8 năm 2017 |
| Vàng       | Nguyễn Thị Thi | Bi sắt               | Bi sắt đơn nữ                        | 22 tháng 8 năm 2017 |
| Vàng       | Nguyễn Thị Ánh Viên | Bơi lội              | 200m ngửa nữ                         | 22 tháng 8 năm 2017 |
| Vàng       | Nguyễn Thị Ánh Viên | Bơi lội              | 400m tự do nữ                        | 22 tháng 8 năm 2017 |
| Vàng       | Nguyễn Thị Huyền | Điền kinh            | 400m rào nữ                          | 22 tháng 8 năm 2017 |
| Vàng       | Lê Tú Chinh | Điền kinh            | 100m nữ                              | 22 tháng 8 năm 2017 |
| Vàng       | Lê Thanh Tùng | Thể dục dụng cụ      | Xà đơn nam                           | 23 tháng 8 năm 2017 |
| Vàng       | Đinh Phương Thành | Thể dục dụng cụ      | Xà kép nam                           | 23 tháng 8 năm 2017 |
| Vàng       | Lê Thanh Tùng | Thể dục dụng cụ      | Nhảy chống nam                       | 23 tháng 8 năm 2017 |
| Vàng       | Nguyễn Thị Thật | Đua xe đạp           | Đồng hàng nữ                         | 23 tháng 8 năm 2017 |
| Vàng       | Hà Minh Thành | Bắn súng             | 25m súng ngắn nam                    | 23 tháng 8 năm 2017 |
| Vàng       | Nguyễn Tiến Nhật | Đấu kiếm             | Kiếm 3 cạnh nam                      | 23 tháng 8 năm 2017 |
| Vàng       | Vũ Thị Mến | Điền kinh            | Nhảy 3 bước nữ                       | 23 tháng 8 năm 2017 |
| Vàng       | Nguyễn Minh Phụng | Karate               | Kumite 75kg nam                      | 23 tháng 8 năm 2017 |
| Vàng       | Hồ Thị Thu Hiền | Karate               | Kumite -55kg nữ                      | 23 tháng 8 năm 2017 |
| Vàng       | Vũ Thị Ly | Điền kinh            | 800m nữ                              | 23 tháng 8 năm 2017 |
| Vàng       | Dương Văn Thái | Điền kinh            | 800m nam                             | 23 tháng 8 năm 2017 |
| Vàng       | Lê Tú Chinh | Điền kinh            | 200m nữ                              | 23 tháng 8 năm 2017 |
| Vàng       | Nguyễn Thị Oanh | Điền kinh            | 1,500m nữ                            | 24 tháng 8 năm 2017 |
| Vàng       | Lê Thị Nghi Nguyễn Thị Hằng Nguyễn Thị Phương | Karate               | Kata đồng đội nữ                     | 24 tháng 8 năm 2017 |
| Vàng       | Nguyễn Thị Ánh Viên | Bơi lội              | 400 m hỗn hợp cá nhân nữ             | 24 tháng 8 năm 2017 |
| Vàng       | Nguyễn Thị Ánh Viên | Bơi lội              | 200 m hỗn hợp cá nhân nữ             | 24 tháng 8 năm 2017 |
| Vàng       | Nguyễn Thị Huyền | Điền kinh            | 400m nữ                              | 24 tháng 8 năm 2017 |
| Vàng       | Bùi Văn Đông | Điền kinh            | Nhảy xa nam                          | 24 tháng 8 năm 2017 |
| Vàng       | Dương Thị Việt Anh | Điền kinh            | Nhảy cao nữ                          | 24 tháng 8 năm 2017 |
| Vàng       | Đặng Thị Kiều Trinh Nguyễn Thị Xuyến Chương Thị Kiều Vũ Thị Thúy Bùi Thị Như Vũ Thị Nhung Nguyễn Thị Tuyết Dung Nguyễn Thị Liễu Trần Thị Thùy Trang Nguyễn Thị Nguyệt Phạm Hải Yến Nguyễn Thị Muôn Trần Thị Kim Thanh Nguyễn Thị Bích Thùy Nguyễn Hải Hòa Nguyễn Thị Vạn Huỳnh Như Bùi Thúy An Nguyễn Thị Thanh Hảo Trần Thị Hồng Nhung | Bóng đá              | Bóng đá nữ                           | 24 tháng 8 năm 2017 |
| Vàng       | Dương Văn Thái | Điền kinh            | 800 mét nam                          | 24 tháng 8 năm 2017 |
| Vàng       | Nguyễn Minh Phụng Hồ Quang Vũ Lê Minh Thuận Nguyễn Văn Hải Phạm Minh Nhựt | Karate               | Kumite đồng đội nam                  | 24 tháng 8 năm 2017 |
| Vàng       | Lê Thị Mộng Tuyền Đỗ Thị Quyền Trần Thị Yến Hoa Lê Tú Chinh | Điền kinh            | 4 × 100 m tiếp sức nữ                | 25 tháng 8 năm 2017 |
| Vàng       | Nguyễn Thị Oanh | Điền kinh            | 5,000 m nữ                           | 25 tháng 8 năm 2017 |
| Vàng       | Bùi Thị Thu Thảo | Điền kinh            | Nhảy xa                              | 25 tháng 8 năm 2017 |
| Vàng       | Nguyễn Thị Ánh Viên | Bơi lội              | 200 m tự do                          | 25 tháng 8 năm 2017 |
| Vàng       | Nguyễn Thị Ánh Viên | Bơi lội              | 50 m ngửa nữ                         | 25 tháng 8 năm 2017 |
| Vàng       | Nguyễn Hữu Kim Sơn | Bơi lội              | 400 m hỗn hợp cá nhân nam            | 25 tháng 8 năm 2017 |
| Vàng       | Trần Thị Yến Hoa | Điền kinh            | 110 mét rào nữ                       | 26 tháng 8 năm 2017 |
| Vàng       | Nguyễn Văn Lai | Điền kinh            | 5000 mét nam                         | 26 tháng 8 năm 2017 |
| Vàng       | Châu Tuyết Vân Liên Thị Tuyết Mai Nguyễn Thị Lệ Kim | Taekwondo            | Quyền đồng đội nữ                    | 26 tháng 8 năm 2017 |
| Vàng       | Nguyễn Huy Hoàng | Bơi lội              | 1,500m tự do nam                     | 26 tháng 8 năm 2017 |
| Vàng       | Nguyễn Thị Ánh Viên | Bơi lội              | 200m tự do nữ                        | 26 tháng 8 năm 2017 |
| Vàng       | Nguyễn Thị Oanh Quách Thị Lan Hoàng Thị Ngọc Nguyễn Thị Huyền | Điền kinh            | 4x400m tiếp sức nữ                   | 26 tháng 8 năm 2017 |
| Vàng       | Bùi Tuấn Anh Đinh Quang Linh Nguyễn Anh Tú Đoàn Bá Tuấn Anh Trần Tuấn Quỳnh | Bóng bàn             | Đồng đội nam                         | 26 tháng 8 năm 2017 |
| Vàng       | Hà Thị Nguyên | Taekwondo            | Đối kháng 62kg nữ                    | 27 tháng 8 năm 2017 |
| Vàng       | Trần Thị Như Ý | Judo                 | Đối kháng 78kg nữ                    | 27 tháng 8 năm 2017 |
| Vàng       | Thạch Kim Tuấn | Cử tạ                | 56kg nam                             | 28 tháng 8 năm 2017 |
| Vàng       | Trịnh Văn Vinh | Cử tạ                | 62kg nam                             | 28 tháng 8 năm 2017 |
| Vàng       | Phan Thị Tươi | Pencak silat         | Đối kháng 50kg nữ                    | 29 tháng 8 năm 2017 |
| Vàng       | Nguyễn Văn Trí | Pencak silat         | Đối kháng 90kg nam                   | 29 tháng 8 năm 2017 |
| Vàng       | Nguyễn Duy Tuyến | Pencak silat         | Đối kháng 80kg nam                   | 29 tháng 8 năm 2017 |
| Bạc        | Châu Kiều Oanh | Bắn cung             | Cá nhân nữ hỗn hợp                   | 16 tháng 8 năm 2017 |
| Bạc        | Châu Kiều Oanh Nguyễn Thị Nhật Lệ Lê Ngọc Huyền | Bắn cung             | Đồng đội nữ hỗn hợp                  | 17 tháng 8 năm 2017 |
| Bạc        | Hoàng Thị Thanh | Điền kinh            | Marathon nữ                          | 19 tháng 8 năm 2017 |
| Bạc        | Phạm Quốc Khánh | Wushu                | Nam côn - Nam đao                    | 21 tháng 8 năm 2017 |
| Bạc        | Lê Thị Mỹ Thảo | Bơi lội              | 200m bướm nữ                         | 21 tháng 8 năm 2017 |
| Bạc        | Phạm Quốc Khánh | Wushu                | Nam quyền nam                        | 22 tháng 8 năm 2017 |
| Bạc        | Nguyễn Thùy Linh | Wushu                | Nam đao + Nam côn nữ                 | 22 tháng 8 năm 2017 |
| Bạc        | Phạm Phước Hưng | Thể dục dụng cụ      | Xà kép nam                           | 22 tháng 8 năm 2017 |
| Bạc        | Trần Xuân Hiệp | Wushu                | Trường quyền nam                     | 22 tháng 8 năm 2017 |
| Bạc        | Quách Công Lịch | Điền kinh            | 400m rào nam                         | 22 tháng 8 năm 2017 |
| Bạc        | Bùi Thị Xuân | Điền kinh            | Ném lao nữ                           | 22 tháng 8 năm 2017 |
| Bạc        | Phạm Phước Hưng | Thể dục dụng cụ      | Nhảy chống nam                       | 23 tháng 8 năm 2017 |
| Bạc        | Đinh Phương Thành | Thể dục dụng cụ      | Xà kép nam                           | 23 tháng 8 năm 2017 |
| Bạc        | Trang Cẩm Lành | Karate               | Kumite -55kg nữ                      | 23 tháng 8 năm 2017 |
| Bạc        | Phan Thị Bích Hà | Điền kinh            | Đi bộ 10km nữ                        | 23 tháng 8 năm 2017 |
| Bạc        | Chu Đức Thịnh | Karate               | Kumite -75kg nam                     | 23 tháng 8 năm 2017 |
| Bạc        | Nguyễn Thị Ánh Viên | Bơi lội              | 100m tự do nữ                        | 23 tháng 8 năm 2017 |
| Bạc        | Hoàng Quý Phước | Bơi lội              | 200m tự do nam                       | 23 tháng 8 năm 2017 |
| Bạc        | Khuất Phương Anh | Điền kinh            | 800m nữ                              | 23 tháng 8 năm 2017 |
| Bạc        | Lê Thị Linh Chi | Bắn súng             | 10m súng ngắn hơn nữ                 | 24 tháng 8 năm 2017 |
| Bạc        | Vũ Thị Ly | Điền kinh            | 1,500m nữ                            | 24 tháng 8 năm 2017 |
| Bạc        | Nguyễn Thị Hồng Anh Nguyễn Thị Ngoan Bùi Thị Ngọc Hân | Karate               | Kumite đồng đội nữ                   | 24 tháng 8 năm 2017 |
| Bạc        | Hoàng Quý Phước | Bơi lội              | 100m tự do nam                       | 24 tháng 8 năm 2017 |
| Bạc        | Phạm Thị Huệ | Điền kinh            | 10,000m nữ                           | 24 tháng 8 năm 2017 |
| Bạc        | Hoàng Quý Phước Lâm Quang Nhật Nguyễn Ngọc Huỳnh Trần Duy Khôi | Bơi lội              | 4x200m nam                           | 24 tháng 8 năm 2017 |
| Bạc        | Nguyễn Duy Hoàng | Bắn súng             | 50 m súng trường 3 tư thế            | 25 tháng 8 năm 2017 |
| Bạc        | Phạm Thị Huệ | Điền kinh            | 5,000 m nữ                           | 25 tháng 8 năm 2017 |
| Bạc        | Nguyễn Thị Ánh Viên | Bơi lội              | 200 m ếch nữ                         | 25 tháng 8 năm 2017 |
| Bạc        | Nguyễn Văn Lai | Điền kinh            | 10,000 m nam                         | 25 tháng 8 năm 2017 |
| Bạc        | Hoàng Xuân Vinh | Bắn súng             | 10m súng ngắn hơi nam                | 26 tháng 8 năm 2017 |
| Bạc        | Nguyễn Tấn Công | Judo                 | 73 kg nam                            | 26 tháng 8 năm 2017 |
| Bạc        | Lâm Quang Nhật | Bơi lội              | 1,500m tự do nam                     | 26 tháng 8 năm 2017 |
| Bạc        | Phạm Tiến Sản | Điền kinh            | 3,000m vượt chướng ngại vật nam      | 26 tháng 8 năm 2017 |
| Bạc        | Lương Văn Thảo Phan Khắc Hoàng Trần Đình Sơn Quách Công Lịch | Điền kinh            | 4x400m tiếp sức nam                  | 26 tháng 8 năm 2017 |
| Bạc        | Đỗ Thị Nguyên Lê Thị Thùy Linh Ngô Nguyễn Thùy Linh Nguyễn Thị Châu Nguyễn Thị Hạnh Nguyễn Thị Huế Nguyễn Thị Thành Phạm Thị Tươi Phó Ngọc Thanh Thy Thái Thị Thảo Thái Thị Thu Trịnh Ngọc Hoa Trịnh Nguyễn Thanh Hằng Trương Kim Ngân                                                                                                  | Futsal               | Futsal nữ                            | 27 tháng 8 năm 2017 |
| Bạc        | Hoàng Thị Hoa Nguyễn Thị Quyên Nguyễn Thị Mỹ | Cầu mây              | Đôi nữ                               | 27 tháng 8 năm 2017 |
| Bạc        | Dương Quốc Hoàng | Billard và snooker   | Pool 9 bi đơn nam                    | 27 tháng 8 năm 2017 |
| Bạc        | Phạm Thị Thu Hiền | Taekwondo            | Đối kháng 57kg nữ                    | 27 tháng 8 năm 2017 |
| Bạc        | Trương Thị Kim Tuyền | Taekwondo            | Đối kháng 46kg nữ                    | 28 tháng 8 năm 2017 |
| Bạc        | Võ Quốc Hưng | Taekwondo            | Đối kháng 54kg nam                   | 28 tháng 8 năm 2017 |
| Bạc        | Lê Việt Trinh Nguyễn Hồng Nhung Phạm Nguyễn Vân Nhi Trịnh Hương Giang Trương Mai Nhật Linh | Thể dục nghệ thuật   | Nhóm bóng và dây                     | 28 tháng 8 năm 2017 |
| Bạc        | Nguyễn Đình Tuấn | Pencak silat         | Đối kháng 55kg nam                   | 29 tháng 8 năm 2017 |
| Bạc        | Trần Thị Thêm | Pencak silat         | Đối kháng 55kg nữ                    | 29 tháng 8 năm 2017 |
| Bạc        | Nguyễn Thái Linh | Pencak silat         | Đối kháng 60kg nam                   | 29 tháng 8 năm 2017 |
| Bạc        | Trần Đình Nam | Pencak silat         | Đối kháng 75kg nam                   | 29 tháng 8 năm 2017 |
| Bạc        | Nguyễn Anh Duy | Pencak silat         | Đối kháng 63kg nam                   | 29 tháng 8 năm 2017 |
| Bạc        | Lê Sĩ Kiên | Pencak silat         | Đối kháng 80–85kg nam                | 29 tháng 8 năm 2017 |
| Bạc        | Nguyễn Thị Huyền Nguyễn Thị Thúy Nguyễn Thị Thu Hà | Pencak silat         | Đồng đội nữ                          | 29 tháng 8 năm 2017 |
| Bạc        | Nguyễn Hồng Ngọc | Cử tạ                | 77kg nam                             | 29 tháng 8 năm 2017 |
| Bạc        | Nguyễn Văn Duy | Taekwondo            | Đối kháng 63kg nam                   | 29 tháng 8 năm 2017 |
| Đồng       | Châu Kiều Oanh Nguyễn Tiến Cương | Bắn cung             | Đồng đội hỗn hợp                     | 18 tháng 8 năm 2017 |
| Đồng       | Nguyễn Thục Anh | Wushu                | Nam quyền nữ                         | 20 tháng 8 năm 2017 |
| Đồng       | Mai Hoàng Mỹ Trang Đinh Quang Linh | Bóng bàn             | Đôi nam nữ                           | 20 tháng 8 năm 2017 |
| Đồng       | Mai Hoàng Mỹ Trang Nguyễn Thị Nga | Bóng bàn             | Đôi nữ                               | 20 tháng 8 năm 2017 |
| Đồng       | Nguyễn Xuân Lợi | Đấu kiếm             | Kiếm chém nam                        | 21 tháng 8 năm 2017 |
| Đồng       | Lê Nguyễn Paul | Bơi lội              | 50m ngửa nam                         | 21 tháng 8 năm 2017 |
| Đồng       | Nguyễn Hữu Kim Sơn | Bơi lội              | 400m tự do nam                       | 21 tháng 8 năm 2017 |
| Đồng       | Lê Nguyễn Paul | Bơi lội              | 50m bướm nam                         | 21 tháng 8 năm 2017 |
| Đồng       | Nguyễn Thục Anh | Wushu                | Nam đao + Nam côn nữ                 | 22 tháng 8 năm 2017 |
| Đồng       | Lộc Thị Đào Chu Đức Anh | Bắn cung             | Đồng đội hỗn hợp                     | 22 tháng 8 năm 2017 |
| Đồng       | Mai Nguyễn Hưng Nguyễn Trường Tài Huỳnh Thanh Tùng Trịnh Đức Tâm | Đua xe đạp           | Đường trường nam                     | 22 tháng 8 năm 2017 |
| Đồng       | Huỳnh Ngọc Tân | Quyền Anh            | Hạng ruồi nặng nam                   | 22 tháng 8 năm 2017 |
| Đồng       | Trần Thị Khánh Vy | Karate               | Kumite -50 kg nữ                     | 22 tháng 8 năm 2017 |
| Đồng       | Nguyễn Thanh Duy | Karate               | Kumite -60 kg nam                    | 22 tháng 8 năm 2017 |
| Đồng       | Nguyễn Thị Hằng | Karate               | Kata cá nhân nữ                      | 22 tháng 8 năm 2017 |
| Đồng       | Nguyễn Văn Nhật | Karate               | Kumite -67 kg nữ                     | 22 tháng 8 năm 2017 |
| Đồng       | Hoàng Thị Phương Giang | Wushu                | Trường quyền nữ                      | 22 tháng 8 năm 2017 |
| Đồng       | Nguyễn Thị Quyên | Đấu kiếm             | Kiếm 3 cạnh nữ                       | 22 tháng 8 năm 2017 |
| Đồng       | Sơn Khớp | Bi sắt               | Bi sắt đơn nam                       | 22 tháng 8 năm 2017 |
| Đồng       | Nguyễn Thị Ngoan | Karate               | Kumite 61kg nữ                       | 23 tháng 8 năm 2017 |
| Đồng       | Bùi Thị Thu Hà | Đấu kiếm             | Kiếm chém nữ                         | 23 tháng 8 năm 2017 |
| Đồng       | Đỗ Văn Sự | Điền kinh            | 10 môn phối hợp                      | 23 tháng 8 năm 2017 |
| Đồng       | Nguyễn Thanh Bình Trần Lê Anh Tuấn | Billiards và snooker | Billiards Anh đôi nam                | 23 tháng 8 năm 2017 |
| Đồng       | Mai Nguyễn Hưng | Đua xe đạp           | Đường trường xuất phát đồng hàng nam | 24 tháng 8 năm 2017 |
| Đồng       | Lê Nguyễn Paul | Bơi lội              | 200m hỗn hợp cá nhân nam             | 24 tháng 8 năm 2017 |
| Đồng       | Phạm Thị Hồng Lệ | Điền kinh            | 10,000m nữ                           | 24 tháng 8 năm 2017 |
| Đồng       | Quách Công Lịch | Điền kinh            | 400m nam                             | 24 tháng 8 năm 2017 |
| Đồng       | Lý Hoàng Nam | Quần vợt             | Đơn nam                              | 24 tháng 8 năm 2017 |
| Đồng       | Lý Hoàng Nam Nguyễn Hoàng Thiên | Quần vợt             | Đồng đội nam                         | 24 tháng 8 năm 2017 |
| Đồng       | Huỳnh Công Tâm Nguyễn Văn Dũng | Bi sắt               | Đồng đội nam                         | 24 tháng 8 năm 2017 |
| Đồng       | Lâm Thị Hồng Thu Nguyễn Thị Loan | Bi sắt               | Đồng đội nữ                          | 24 tháng 8 năm 2017 |
| Đồng       | Giang Thanh Huy Giang Việt Anh Nguyễn Anh Dũng | Karate               | Kata đồng đội nam                    | 24 tháng 8 năm 2017 |
| Đồng       | Dương Thị Xuyến Giáp Thị Hiền Nguyễn Thị Phương Trinh Nguyễn Thị Quyên Phạm Thị Hằng Trần Thị Thu Hoài | Cầu mây              | Quadrant đồng đội nữ                 | 25 tháng 8 năm 2017 |
| Đồng       | Lê Nguyễn Paul | Bơi lội              | 50m tự do nam                        | 25 tháng 8 năm 2017 |
| Đồng       | Hồ Thanh Phong Châu Tuyết Vân | Taekwondo            | Quyền đôi nam nữ                     | 26 tháng 8 năm 2017 |
| Đồng       | Hồ Thanh Phong Lê Hiếu Nghĩa Nguyễn Thiên Phụng | Taekwondo            | Quyền đồng đội nam                   | 26 tháng 8 năm 2017 |
| Đồng       | Nguyễn Thành Nhân | Điền kinh            | Nhảy cao nam                         | 26 tháng 8 năm 2017 |
| Đồng       | Nguyễn Thị Hường | Judo                 | 63kg nữ                              | 26 tháng 8 năm 2017 |
| Đồng       | Đỗ Quốc Luật | Điền kinh            | 3,000m vượt chướng ngại vật nam      | 26 tháng 8 năm 2017 |
| Đồng       | Trần Duy Khôi Ngô Đình Chuyển Phạm Thành Bảo Hoàng Quý Phước | Bơi lội              | 4x400m tiếp sức hỗn hợp nam          | 26 tháng 8 năm 2017 |
| Đồng       | Nguyễn Thị Hồng Thương | Điền kinh            | Ném đĩa nữ                           | 26 tháng 8 năm 2017 |
| Đồng       | Đào Thị Hồng Hiên Nguyễn Thị Cẩm Duyên Nguyễn Thị Thúy Kiều Nguyễn Thị Trang | Bi sắt               | Đồng đội nữ                          | 26 tháng 8 năm 2017 |
| Đồng       | Đoàn Thị Xuân Trần Thị Thanh Thúy Phạm Thị Kim Huệ Nguyễn Thị Kim Liên Nguyễn Thị Ngọc Hoa Bùi Vũ Thanh Tuyền Nguyễn Thị Hồng Đào Nguyễn Linh Chi Đinh Thị Thúy Lê Thanh Thúy Bùi Thị Ngà | Bóng chuyền          | Bóng chuyền nữ                       | 27 tháng 8 năm 2017 |
| Đồng       | Nguyễn Anh Tuấn | Billard và snooker   | Pool 9 bi đơn nam                    | 27 tháng 8 năm 2017 |
| Đồng       | Huỳnh Trung Trực Nguyễn Xuân Thành Giang Văn Đức Nguyễn Hoàng Thương Phạm Thái Hưng Ngô Văn Kiều Từ Thanh Thuận Nguyễn Vũ Hoàng Lê Thành Hạc Vũ Hồng Quân Hoàng Văn Phương Nguyễn Trường Giang | Bóng chuyền          | Bóng chuyền nam                      | 27 tháng 8 năm 2017 |
| Đồng       | Lý Hồng Phúc | Taekwondo            | Đối kháng 74kg nam                   | 27 tháng 8 năm 2017 |
| Đồng       | Ngô Phương Mai | Nhảy cầu             | 1 m nữ                               | 27 tháng 8 năm 2017 |
| Đồng       | Lê Quốc Nam Mai Thành Đạt Ngô Đình Thuận Ngô Ngọc Sơn Nguyễn Đình Y Hòa Nguyễn Mạnh Dũng Nguyễn Minh Trí Nguyễn Thành Tín Nguyễn Văn Huy Phạm Đức Hòa Phùng Trọng Luân Trần Thái Huy Trần Văn Vũ Vũ Xuân Du | Futsal               | Futsal nam                           | 27 tháng 8 năm 2017 |
| Đồng       | Nguyễn Thị Diệu Tiên | Judo                 | Đối kháng 70kg nữ                    | 27 tháng 8 năm 2017 |
| Đồng       | Nguyễn Tiến Minh | Cầu lông             | Đơn nam                              | 28 tháng 8 năm 2017 |
| Đồng       | Ngô Phương Mai Vũ Anh Duy | Nhảy cầu             | 3 m đôi nam nữ                       | 28 tháng 8 năm 2017 |
| Đồng       | Đinh Thị Phương Hồng Đỗ Thị Hoài | Cầu lông             | Đôi nữ                               | 28 tháng 8 năm 2017 |
| Đồng       | Nguyễn Trần Duy Nhất | Muay Thái            | 57kg nam                             | 28 tháng 8 năm 2017 |
| Đồng       | Võ Văn Đài | Muay Thái            | 63,5kg nam                           | 28 tháng 8 năm 2017 |
| Đồng       | Nguyễn Văn Yên | Muay Thái            | 67kg nam                             | 28 tháng 8 năm 2017 |
| Đồng       | Trương Quốc Hưng | Muay Thái            | 71kg nam                             | 28 tháng 8 năm 2017 |
| Đồng       | Phạm Tuấn Anh | Cử tạ                | 69kg nam                             | 29 tháng 8 năm 2017 |
| Đồng       | Mã Văn Đạt | Pencak silat         | Đối kháng 90–95kg nam                | 29 tháng 8 năm 2017 |
| Đồng       | Nguyễn Thị Yến | Pencak silat         | Đối kháng 65–70kg nữ                 | 29 tháng 8 năm 2017 |
| Đồng       | Hoàng Tấn Tài | Cử tạ                | 85kg nam                             | 31 tháng 8 năm 2017 |

### Huy chương vàng tổng hợp
| Vận động viên          | Môn thể thao    | Vàng | Bạc | Đồng | Tổng số |
| Nguyễn Thị Ánh Viên    | Bơi lội         | 8    | 2   | 0    | 10      |
| Lê Thanh Tùng          | Thể dục dụng cụ | 3    | 0   | 0    | 3       |
| Lê Tú Chinh            | Điền kinh       | 3    | 0   | 0    | 3       |
| Nguyễn Thị Huyền       | Điền kinh       | 3    | 0   | 0    | 3       |
| Đinh Phương Thành      | Thể dục dụng cụ | 2    | 1   | 0    | 3       |
| Dương Thúy Vi          | Wushu           | 2    | 0   | 0    | 2       |
| Đặng Nam               | Thể dục dụng cụ | 2    | 0   | 0    | 2       |
| Nguyễn Thị Thật        | Xe đạp          | 2    | 0   | 0    | 2       |
| Dương Văn Thái         | Điền kinh       | 2    | 0   | 0    | 2       |
| Nguyễn Minh Phụng      | Karate          | 2    | 0   | 0    | 2       |
| Nguyễn Thị Oanh        | Điền kinh       | 3    | 0   | 0    | 3       |
| Trần Thị Yến Hoa       | Điền kinh       | 2    | 0   | 0    | 2       |
| Phạm Phước Hưng        | Thể dục dụng cụ | 1    | 2   | 0    | 3       |
| Vũ Thị Ly              | Điền kinh       | 1    | 1   | 0    | 2       |
| Nguyễn Thị Hồng Anh    | Karate          | 1    | 1   | 0    | 2       |
| Nguyễn Văn Lai         | Điền kinh       | 1    | 1   | 0    | 2       |
| Chu Đức Anh            | Bắn cung        | 1    | 0   | 1    | 2       |
| Hoàng Thị Phương Giang | Wushu           | 1    | 0   | 1    | 2       |
| Nguyễn Thị Hằng        | Karate          | 1    | 0   | 1    | 2       |
| Nguyễn Hữu Kim Sơn     | Bơi lội         | 1    | 0   | 1    | 2       |
| Châu Tuyết Vân         | Taekwondo       | 1    | 0   | 1    | 2       |
| Đinh Quang Linh        | Bóng bàn        | 1    | 0   | 1    | 2       |